# Лейк-Арбор (Меріленд)
Лейк-Арбор (англ. Lake Arbor) — переписна місцевість (CDP) в США, в окрузі Графство принца Георга штату Меріленд. Населення — 14 541 особа (2020).

## Географія
Лейк-Арбор розташований за координатами 38°54′27″ пн. ш. 76°49′58″ зх. д. / 38.90750° пн. ш. 76.83278° зх. д. (38.907569, -76.832696).  За даними Бюро перепису населення США в 2010 році переписна місцевість мала площу 7,94 км², з яких 7,79 км² — суходіл та 0,16 км² — водойми.

## Демографія
Згідно з переписом 2010 року, у переписній місцевості мешкало 9776 осіб у 4133 домогосподарствах у складі 2424 родин. Густота населення становила 1231 особа/км².  Було 4322 помешкання (544/км²).
Расовий склад населення:
| - 92,7 % — чорних або афроамериканців - 2,6 % — білих - 2,0 % — азіатів - 0,3 % — корінних американців |

До двох чи більше рас належало 2,0 %. Частка іспаномовних становила 2,5 % від усіх жителів.
За віковим діапазоном населення розподілялося таким чином: 23,2 % — особи молодші 18 років, 68,5 % — особи у віці 18—64 років, 8,3 % — особи у віці 65 років та старші. Медіана віку мешканця становила 38,1 року. На 100 осіб жіночої статі у переписній місцевості припадало 77,2 чоловіків;  на 100 жінок у віці від 18 років та старших — 72,0 чоловіків також старших 18 років.
Середній дохід на одне домашнє господарство  становив 102 769 доларів США (медіана — 93 269), а середній дохід на одну сім'ю — 118 020 доларів (медіана — 110 427). Медіана доходів становила 69 698 доларів для чоловіків та 70 485 доларів для жінок. За межею бідності перебувало 9,7 % осіб, у тому числі 18,4 % дітей у віці до 18 років та 5,3 % осіб у віці 65 років та старших.
Цивільне працевлаштоване населення становило 5534 особи. Основні галузі зайнятості: освіта, охорона здоров'я та соціальна допомога — 22,8 %, публічна адміністрація — 21,4 %, науковці, спеціалісти, менеджери — 19,4 %.